# Авидзба, Владимир Джамалович
Владимир Джамалович Авидзба (25 июня 1937, Верхняя Эшера, Абхазская АССР, Грузинская ССР, СССР — 20 июля 2020, Сухум, Абхазия) — советский партийный и абхазский политический деятель, дипломат; с 1994 по 2014 годы — полномочный представитель Республики Абхазии в Турции; кандидат исторических наук, член Союза журналистов СССР, депутат Верховного Совета Абхазии. Заслуженный журналист Абхазии.

## Биография
Родился 25 июня 1937 года в селе Верхняя Эшера Сухумского района в абхазской семье. Начальное образование получил в родном селе, а среднюю школу окончил в городе Сухуми.
С 1956 года начал работу в качестве актёра Абхазского государственного драматического театра. В том же году поступил на филологический факультет Сухумского государственного педагогического института, а по его окончании направлен на комсомольскую работу сначала в качестве секретаря Сухумского райкома комсомола, а позже — секретаря Очамчирского промышленного комитета комсомола.
С 1963 по 1967 годы обучался в аспирантуре кафедры истории Сухумского государственного педагогического института, а по её окончании с 1967 по 1973 годы работал заведующим отделом и заместителем редактора абхазской газеты «Апсны капш» (Красная Абхазия).
В 1975 году был переведён на партийную работу в Абхазский обком партии, где занимал должности заведующего отделом торговли, плановых и финансовых органов, а позднее — заведующего отделом пропаганды и агитации.
С 1977 года назначен на должность 1-го секретаря Ткварчельского горкома партии, а с 1982 по 1989 годы был заведующим идеологическим отделом Абхазского обкома партии.
С 1989 по август 1991 годов (до роспуска КПСС) работал в качестве секретаря Абхазского республиканского комитета партии.
С февраля 1994 по 11 июля 2014 года был полномочным представителем Республики Абхазия в Турецкой республике.
Был награждён орденом «Честь и слава» III степени и орденом «Знак Почёта».
Скончался 20 июля 2020 года.

## Семья
Был женат, имел двоих детей.